# Guitar Hero Live
Guitar Hero Live és un videojoc musical que pertany a la saga Guitar Hero, del qual és el setè títol principal. Està desenvolupat per FreeStyleGames, i publicat per Activision. El seu llançament es va produir el 20 d'octubre de 2015 a Amèrica del Nord i Austràlia, i tres dies després a Europa. El videojoc està disponible per les consoles Xbox 360, Xbox One, PlayStation 3, PlayStation 4 i Wii U. Un mes després també es va llançar per dispositius iOS, inclòs Apple TV. Aquest llançament es va produir cinc anys després de l'anterior, Guitar Hero: Warriors of Rock (2010), ja que Activision va preferir deixar reposar la nissaga durant uns anys degut a la sobresaturació del mercat en videojocs musicals.
El joc continuava el mateix esquema de joc que els altres títols de la sèrie, on els jugadors utilitzen un controlador especial en forma de guitarra de manera que pot simular que està tocant la guitarra mentre toca les notes que apareixen a la pantalla, però a diferència dels darrers títols, es va deixar d'utilitzar els simuladors d'altres instruments com el baix o la bateria. Aquest nou títol es va realitzar per la nova generació de consoles i es va aprofitar per innovar en diversos aspectes del joc, entre els quals, el més destacat fou el redisseny del controlador de guitarra que passava de cinc a sis botons per fer l'experiència més immersiva. Un altre canvi fou que es va deixar de banda el contingut descarregable per utilitzar cançons via streaming, amb un nombre superior a les 200 cançons disponibles.
La crítica fou generalment positiva destacant el nou disseny del controlador que permetia una jugabilitat més real en comparació amb els títols anteriors, la àmplia varietat del contingut disponible. Per altra banda, es va criticar una banda sonora feble, la manca de mode multijugador i la seva dependència a microtransaccions.

## Desenvolupament
La gran popularitat de les sagues de Guitar Hero i el Rock Band que van adquirir a la segona meitat de la dècada del 2000 es va trencar per la gran sobresaturació del mercat i la recessió global 2008-2012. Els darrers títols d'aquestes sèries van aconseguir unes vendes molt inferiors a la previstes i als títols anteriors, provocant que les respectives empreses publicadores cancel·lessin les seqüeles que tenien planificades. Tanmateix, les empreses desenvolupadores com Vicarious Visions ja estaven treballant en successives versions de la saga, de fet, ja havien realitzat diversos prototipus dels controladors, especialment de la guitarra, i també en nous enfocaments del joc per atraure l'atenció de nous jugadors. Posteriorment no es va confirmar si la inspiració del Guitar Hero Live provenia de la feina realitzada en aquesta època o era totalment nova.
Els rumors d'un nou títol de les franquícies Guitar Hero i Rock Band van aparèixer a principis de 2015 per consoles de vuitena generació, Harmonix va anunciar el Rock Band 4 al març de 2015 i Activision va fer el mateix a l'abril, i que l'empresa FreeStyleGames s'encarregaria del seu desenvolupament. Eric Hirshberg, executiu en cap d'Activision, va explicar en una entrevista que després de cinc anys sense cap joc, Guitar Hero encara gaudia de força atenció social mediàticament, amb més de deu milions de seguidors en la pàgina oficial Guitar Hero a Facebook, però que igualment necessitaven reinventar la saga pels consumidors com van aconseguir originalment, i també vigilar per no causar una nova saturació del mercat en videojocs musicals.
FreeStyleGames ja s'havia encarregat del desenvolupament dels videojocs DJ Hero i DJ Hero 2, pertanyents a la saga i que havien rebut crítiques molt positives malgrat haver-se publicat durant descendent d'aquest gènere de videojocs. A més, durant l'època d'aturada, també va dur a terme diversos projectes de recerca per desenvolupar el Sing Party per Wii U. Gràcies a aquesta feina realitzada, Activision va considerar que era la millor opció per encarregar-se del Guitar Hero Live, i a més, els va donar molta llibertat per encarregar-se la innovació i obviant els lligams amb els títols anteriors de la saga, com si del Guitar Hero original només calia utilitzar-ne el títol. Per aquest motiu, el nucli de la jugabilitat va ser redissenyat per tal de ser molt més immersiu pel jugador i aconseguir una experiència més divertida. Van utilitzar d'exemple el que havia aconseguit la franquícia Call of Duty, pertanyent també a Activision.
FreeStyleGames es va centrar especialment en el redisseny del controlador de guitarra i aconseguir una experiència més real. El disseny final va incrementar el nombre de botons que simulen els trasts, de cinc a sis, i enlloc de cinc botons en fila, es van separar en dues files de tres. Tampoc van mantenir el codi de colors d'aquests botons i ho van substituir per un disseny de blanc i negre. Aquesta disposició té dos grans avantatges, el primer afavoreix els nous jugadors, ja que permet evitar l'ús del dit menovell i jugar només els tres dits centrals (índex, mitger i anular). El segon afecta els jugadors més experimentats, ja que permet una simulació dels acords més realista. L'elecció d'aquesta nova disposició prové dels anàlisis estadístics que van realitzar en els videojocs anteriors, on la majoria de jugadors (sobre el 80%) utilitzaven el nivell mig com a màxim, que és el més elevat que permetia jugar només amb tres dits. Mitjançant els primers prototipus van veure que els jugadors s'adaptaven ràpidament a la nova posició dels botons.
Per afavorir la immersió del jugador es va modificar les imatges, de manera que es van substituir les renderitzacions dels personatges i escenaris per un full motion video, enregistrat en perspectiva de primera persona com a guitarra solista i simulant un concert real. El material visual és dinàmic, tan la resta dels membres de la banda com el públic reacciona positivament o negativament segons l'evolució del jugador. Per aconseguir aquest efecte es van enregistrar músics de sessió com a actors per simular els altres membres de la banda mitjançant un sistema de càmera robotitzada Bolt. Els músics van utilitzar un vestit especial amb detectors de posició i moviments, i les seves rutines de moviments van ser coreografiats. Per a la recreació del públic es van utilitzar grups d'entre 200 a 400 actors que van ser filmats utilitzant un croma. Posteriorment, les imatges es van sobreposar i combinar amb material de concerts en directe reals per construir models 3D, feina que va realitzar l'estudi d'efectes Framestore. També es va fer el mateix pels efectes d'àudio.
El mode de joc "Guitar Hero Live" està format per cançons interpretades per deu bandes, i es toquen en dos festivals musicals diferents. Els membres d'aquestes bandes es van escollir mitjançant audicions, i llavors es van realitzar les gravacions en un magatzem d'Oxford (Anglaterra). Posteriorment es van realitzar les remescles i l'ensemblatge dels grups amb una estètica determinada. El mode GHTV va ser dissenyat per FreeStyleGames per permetre el proveïment de música nova sense haver d'assegurar-se mesures més estrictes sobre drets de llicència. Aquest sistema era més atractiu per les bandes musicals per oferir la seva música, ja que era comparable al màrqueting que realitzaven els canals de televisió musicals durant les dècades de 1980 i 1990, i es podia comparar també amb Spotify i Pandora.

## Jugabilitat
El sistema de joc del Guitar Hero Live és molt similar als títols previs de la franquícia, on els jugadors utilitzen un controlador en forma de guitarra per tal de simular tocar l'instrument. Aquest controlador conté sis botons que representen els trasts i una barra de "rascar", de manera que cal fer coincidir el desplaçament de la barra amb la nota de trast que apareix en pantalla per simular que es toca aquesta nota. La principal diferència amb els controladors dels videojocs anteriors és que fins aquell moment tenien cinc botons en línia per representar cinc notes, mentre que en la nova versió hi havia sis botons en dos files de tres per representar sis notes. Malgrat tenir un botó més, la seva distribució facilitava tocar les notes, ja que es podia jugar utilitzant només els tres dits centrals de la mà (índex, mitger i anular), sense haver de forçar l'ús menovell que requerien els nivells avançats de dificultat en versions anteriors. En el Live, els nivells de dificultat inferiors només utilitzen la fila superior de botons, mentre que en augmentar la dificultat es van afegint la resta de botons, inclús acords que combinen diversos botons de notes alhora. També es manté és la barra de tremolo per modificar el to de les notes i generar efectes. Hi ha seccions especials de les cançons (pull-off i hammer-on) que no requereixen l'ús de la barra de "rascar".
El Guitar Hero Live permet la intervenció de dos jugadors utilitzant cadascun el seu propi controlador mitjançant pantalla partida. Les cançons incorporen les lletres de les cançons que permeten que els jugadors puguin cantar connectant-hi un micròfon.
El principal mode individual del joc és el GH Live, el jugador completa les cançons mentre experimenta un videoclip full motion en perspectiva de primera persona del guitarrista principal de la banda. El vídeo inclou imatges del públic i dels altres membres de la banda. A mesura que va transcorrent la cançó, la reacció del públic va evolucionant segons el nivell de l'actuació, arribant a esbroncar el jugador en cas de cometre diversos errors consecutius. S'ha substituït el "Star Power" que existia en els jocs anteriors pel "Hero Power", que es pot carregar acumulant diversos encerts, i que en activar permet sumar més punts. El tradicional mode carrera s'ha trossejat en diversos escenaris de tres i cinc cançons, de manera que el jugador ha d'anar desbloquejant cada escenari en ordre. En completar un escenari es puntua l'actuació segons diversos factors, alhora que les cançons queden alliberades per ser interpretades individualment.
Addicionalment a les cançons que conté la banda sonora del videojoc, altres cançons es van introduir mitjançant el Guitar Hero TV (GHTV). En començar el mode de joc GHTV, el jugador disposa de diversos canals temàtics per escollir, cada un dels quals emet cançons com si fossin una emissora de ràdio. L'oferta de cançons es va ampliant progressivament, inicialment s'introdueixen via "Premium Shows" que cal comprar per participar-hi, llavors passen al catàleg sota demanda, i finalment passen a formar part de la rotació normal del GHTV. Les cançons d'aquest mode es poden tocar sobre el videoclip respectiu o sobre imatges de concerts en directe de la banda. Les cançons jugades en aquest mode també es valoren com els altres modes del joc, i les puntuacions es poden comparar amb les d'altres jugadors. Segons la puntuació es reben punts d'experiència, moneda virtual pròpia del videojoc o altres extres. L'acumulació de punts d'experiència permet accedir a noves característiques del GHTV reservades als bons jugadors. Alternativament, els jugadors poden realitzar microtransaccions per adquirir Hero Cash i poder comprar contingut extra.

## Banda sonora
La banda sonora que inclou el Guitar Hero Live està formada per 42 cançons que abasta diversos gèneres per no encasellar-se en la música rock. Un exemple d'això són les bandes: The Black Keys, Blitz Kids, Ed Sheeran, Fall Out Boy, Gary Clark Jr., Green Day, The Killers, The Lumineers, My Chemical Romance, Pierce the Veil, The Rolling Stones, Skrillex i The War on Drugs.
Una de les novetats del Guitar Hero Live fou la desaparició del contingut descarregable que permetia descarregar cançons addicionals, i s'ha substituït pel nou mode de joc GHTV que utilitza la via de reproducció en temps real per obtenir noves cançons. Aquest mode de joc presenta més de dos-centes cançons disponibles pels jugadors, i no es tanca les portes a incorporar més cançons successivament. Per contra, aquest videojoc no permet la compatibilitat amb les cançons ni els controladors de videojoc de les edicions prèvies de la saga.

## Recepció
La crítica va rebre força positivament el Guitar Hero Live, especialment el replantejament que es va realitzar del videojoc respecte els títols anteriors. En primer lloc el redisseny de la guitarra en contrast amb el Rock Band 4 que també es va publicar en la mateixa època, ja que la nova distribució dels botons comportava un nou repte per tornar a aprendre com utilitzar el controlador en forma de guitarra, i això permetia gaudir més tan en els nivells inicials pels jugadors bàsics com en els nivells més complicats. Una crítica negativa fou que els botons eren massa petits i massa junts en el coll de la guitarra.
El mode de joc GH Live no va rebre bones crítiques perquè no estava tan ben trobat respecte als modes de joc principals. Estan centrat en el joc és complicat estar pendent de la resta de detalls d'aquest mode de joc, manca connexió amb els altres membres de la banda, i en el públic que hi apareix sembla que només tinguin dos estats, adulador o enfurismat, i la transició entre ells és molt desconcertant. La banda sonora és relativament fluixa, la majoria del segle xxi, predominant la música pop i ignorant cançons de rock clàssic. Els crítics van valorar millor la banda sonora pròpia del videojoc, molt més diversificada en el temps i en estils musicals.

Els primers informes sobre ingressos del videojoc van indicar que aquesta edició havia superat els dos títols principals anteriors: Guitar Hero: Warriors of Rock i Guitar Hero 5, però els resultats trimestrals de venda d'Activision van demostrar que no havia complert amb les expectatives establertes per la mateixa empresa. Això va provocar un reajustament de la plantilla de FreeStyleGames, tot i que no tancaven la porta per nous projectes amb Activision. Igualment, Activision va declarar que continuaria produint contingut pel Guitar Hero Live i que no tenia cap projecte relacionat amb la continuïtat de la saga. Va ser nominat a diversos premis en les categories de millor videojoc i millor videojoc familiar però no ser premiat en cap d'aquests.